# Luka Đorđević
Luka Đorđević (Montenegrijns: Лука Ђорђевић) (Budva, 9 juli 1994) is een Montenegrijns voetballer die bij voorkeur als aanvaller speelt. Hij debuteerde in 2012 in het Montenegrijns voetbalelftal.
Zenit Sint-Petersburg verhuurde Đorđević aan FC Twente, UC Sampdoria, SD Ponferradina en Arsenal Toela.

## Interlandcarrière
Onder leiding van de Servische bondscoach Branko Brnović maakte Đorđević zijn debuut voor het Montenegrijns voetbalelftal op dinsdag 11 september 2012 in de WK-kwalificatiewedstrijd tegen San Marino. Hij begon in de basisopstelling en nam in de 24ste minuut de openingstreffer voor zijn rekening. Montenegro won het duel in het Stadio Olimpico in Serravalle uiteindelijk met 6–0, onder meer ook door twee treffers van Đorđević' vervanger Andrija Delibašić.

## Erelijst
FK Mogren Budva
- Landskampioen

2011
- Montenegrijns talent van het jaar

2012, 2013